# Pseudodichanthium serrafalcoides
Pseudodichanthium serrafalcoides är en gräsart som först beskrevs av Mordecai Cubitt Cooke och Otto Stapf, och fick sitt nu gällande namn av Norman Loftus Bor. Pseudodichanthium serrafalcoides ingår i släktet Pseudodichanthium och familjen gräs. Inga underarter finns listade i Catalogue of Life.